# Mercenasco
Mercenasco és un comune (municipi) de la ciutat metropolitana de Torí, a la regió italiana del Piemont, situat a uns 35 quilòmetres al nord-est de Torí. A 1 de gener de 2019 la seva població era de 1.231 habitants.
Mercenasco limita amb els següents municipis: Barone Canavese, Candia Canavese, Cuceglio, Montalenghe, Orio Canavese, Romano Canavese, Scarmagno i Strambino.